# Arena da Juventude
La Youth Arena (en portugais : Arena da Juventude) est une salle omnisports située dans le parc olympique de Deodoro (pt), dans le quartier de Vila Militar dans l'ouest de Rio de Janeiro, au Brésil, conçue pour les Jeux olympiques d'été de 2016.
Elle est utilisée pour le basket-ball, le pentathlon moderne et l'escrime handisport aux Jeux paralympiques. 